# Jablanica (rivière)
Pour les articles homonymes, voir Jablanica.
La Jablanica en serbe cyrillique Јабланица (la « rivière du peuplier »), est une rivière de Serbie. Sa longueur est de 85 km. Elle est un affluent gauche de la Južna Morava. Elle donne son nom à la région de la Jablanica et à l'actuel district de Jablanica.

## Géographie
Par la Južna Morava, la Jablanica appartient au bassin versant de la mer Noire ; son propre bassin couvre une superficie de 895 km2. La rivière n'est pas navigable.

## Origine
La Jablanica prend sa source dans les monts Goljak, près du village de Grbavce, à la frontière entre le Kosovo et la Serbie centrale. Cette région est riche en sources et elle abrite plusieurs stations thermales : Stara Banja, Ravna Banja et Sijarinska Banja. À Maćedonce Retkocersko, la Jablanica reçoit sur sa gauche les eaux de la Čokotinska reka (en cyrillique : Чокотинска река). Elle oblique vers le sud-est et entre dans la région de la Jablanica proprement dite.

## La région de la Jablanica
La région de la Jablanica est d'abord constituée par une étroite vallée au pied des versants méridionaux des monts Majdan et Radan. La rivière se dirige vers Medveđa, le centre administratif de la région, et vers Rujkovac et Šilovo. Puis elle atteint la ville de Lebane où elle entre dans la partie basse de sa vallée. Pendant ses derniers 48 km, elle coule dans la dépression de Leskovac, qui fait elle-même partie de la vallée de la Južna Morava. C'est dans cette région, près de Lebane, que se trouve le site archéologique de Caričin Grad (Justiniana Prima).
La Jablanica se dirige vers Ždeglovo, Vranovce, Bošnjace et Turekovac, puis atteint Vinarce, au nord de la ville de Leskovac. Elle oblique ensuite vers le nord. Elle coule alors en parallèle avec la Veternica, à laquelle elle est reliée par un canal à la hauteur de Zalužnje ; puis elle coule en parallèle avec la Južna Morava. Après les villages de Dupljane et Pečenjevce, elle oblique en direction de l'est et se jette dans la Južna Morava.